# Reda Oudgou
 (avril 2020).
Reda Oudgou, né le 21 juillet 1990 à Paris 14e, est un kickboxeur professionnel français. Le 1er février 2020, il devient champion du monde de K-1 à Milan.

## Biographie
Parisien d’origine, Reda Oudgou fréquente l’école Rue Wurtz, à Paris 13e. Il déménage et poursuit sa scolarité au collège Romain Rolland à Ivry-sur-Seine, puis au lycée Jean Macé à Vitry-sur-Seine. C’est dans ce lycée qu’il se fait des amis qui s’entraîneront avec lui dans la structure Obyfight de Vitry-sur-Seine, spécialisée dans les sports de combat et la préparation physique.  
Reda Oudgou est également entraîneur d’une quarantaine de compétiteurs au club Obyfight, mais également des boxeurs professionnels Karim Guettaf, Gaétan Dambo et David Bear.
Boxeur professionnel depuis huit ans sous le pseudonyme Soom Soom, il suit une évolution très rapide, boxant sans protection dès sa deuxième année dans différentes disciplines. En 2020, il est déjà trois fois champion de France ; champion du monde de l’organisation Muay thaï Grand prix ; champion du monde de pankido (GoldenBelt) et champion du monde K-1 Fédération ISKA.

## Style et personnalité
Surnommé « le couteau suisse », Reda Oudgou fait montre d’une grande polyvalence à travers la pratique de diverses disciplines dans différentes catégories de poids. En boxe thaï, il privilégie le style muay fimeu, alors qu’en K-1, il s’inspire de la boxe anglaise et se sert de ses genoux. En MMA, Oudgou adopte le style strikes. Il privilégie une boxe avec un important travail défensif. 

## Palmarès
- 1er février 2020 : titre mondial K-1 ISKA -85 kg (-187 lb), victoire par K.O. au 2e round contre Alexandru Negrea lors du Petrosyan Mania Gold Edition ;
- 13 janvier 2018 : titre national muay thaï AFMT -86 kg (-190 lb), victoire par décision contre Hakim Laidouni lors du GBC Night ;
- 11 mars 2017 : titre national muay thaï AFMT -86 kg (-190 lb), victoire par décision contre Sébastien Laplane au Ultimate Fight 3 ;
- 4 juin 2016 : titre national AFMT -86 kg (-190 lb), victoire par décision contre Alexis Cloarec au Hurricane Fighting 3[4].

### Vidéographie
- Reda Oudgou après sa victoire pour la ceinture de champion de France AFMT à la GBC NIGHT (youtube.com)
- Reda Oudgou vs. Alexandru Negrea (youtube.com)
- Reda Oudgou vs. Hakim Laidouni (youtube.com)
- Reda Oudgou vs. Alexis Cloarec (youtube.com)